# Долина Стикса
Долина Стикса (англ. Styx Valley) — долина реки Стикс на юге Тасмании.
Долина расположена в гористом районе в сотне километрах северо-западнее Хобарта недалеко от городка Майдена. Район труднодоступен, со множеством речек и ручьев, впадающих в реку Стикс, приток Деруэнта. Долина Стикса, часть объекта ЮНЕСКО Дикая природа Тасмании, покрыта первобытным дождевым лесом с уникальной биотой Тасмании.
В долине произрастают самое высокое дерево планеты эвкалипт царственный, а также атеросперма, нотофагус Каннингема, эндемик острова Phyllocladus aspleniifolius, древовидный папоротник диксония антарктическая, множество мхов и лишайников. В 2002 году в долине был обнаружен огромный эвкалипт, названный Эль-Гранде, но он повреждён уничтожен пожаром в апреле 2003 года. В декабре 2003 года дерево погибло.
В 2000-е годы территория долины стала объектом борьбы между экологами и лесопромышленниками.
Юго-западнее расположен национальный парк Юго-Западный. Севернее расположена Верхняя Флорентинская долина, восточнее — Велд.